# 小沢牧子
小沢 牧子（おざわ まきこ、旧姓・下河辺。1937年〈昭和12年〉6月18日 - ）は、日本の臨床心理学者。専門分野は、臨床心理学論、子ども・学校論。

## 来歴・人物
下河辺牧場創業者・下河辺孫一の次女として北海道浦河郡浦河町に生まれる。
慶應義塾大学文学部哲学科心理学専攻を卒業。
1960年、国立精神衛生研究所（現：国立精神・神経医療研究センター）児童精神衛生部の研究員となる。1966年から千代田区立教育相談室に勤務。1970年から1973年まで、夫の小澤俊夫のドイツ赴任にともない、滞独。帰国後は、青山学院中等部でのカウンセラーなどに従事。
1970年代に、地域で「さんすう教科書をしらべる父母の会」という活動に7年間参加。のちに和光大学非常勤講師を務める。
1986年刊行の『子ども差別の社会』で不登校問題について「登校拒否を病気と考えるな」と論じ、1999年からシューレ大学アドバイザー。
日本臨床心理学会会員となり、のち、運営委員に。1993年には社会臨床学会の立ち上げに参加。
夫とともに小澤昔ばなし研究所を運営。2000年から「下河辺牧子」の名で『子どもと昔話』に連載もしている。1990年代からカウンセラーやセラピストの必要性に疑問を投げかけ続けている。

## 家族・親族
父は下河辺牧場創業者・下河辺孫一。元日本鉱業（現・ENEOS）社長・下河辺建二は祖父、日製産業（現: 日立ハイテク）の社長を務めた下河辺三史は叔父。下河辺牧場代表・下河辺俊行は弟で、元共同通信社記者の下河辺元春と音楽プロデューサーの下河辺晴三は従弟（元春・晴三兄弟はともに三史の子）。
筑波大学名誉教授・ドイツ文学者の小澤俊夫は夫。夫の間に2男。長男はキヤノンに勤務、次男はシンガーソングライターの小沢健二。義弟に指揮者の小澤征爾がいる。

## 著書
- 『子どものロールシャッハ反応』日本文化科学社、1970年
- 『子ども差別の社会 大人と子どもの関係考』労働経済社、1986年 エルイー叢書 学校・子ども文化シリーズ
- 『自分らしく生きる』小峰書店、1988年
- 『心理学は子どもの味方か? 教育の解放へ』ウイ書房、1992年 のち古今社
- 『子どもの権利・親の権利 「子どもの権利条約」をよむ』日外アソシエーツ、1996年 日外教養選書
- 『「心の専門家」はいらない』洋泉社・新書y、2002年
- 『今子どもたちのいるところ』木城えほんの郷、2004年
- 『子どもの場所から』小澤昔ばなし研究所、2006年
- 『「心の時代」と教育』青土社、2008年
- 『学校って何 「不登校」から考える』小澤昔ばなし研究所、2011年

## 共編著
- 『子ども発、大人へ いま生まれる新しい関係』「学習の主人公」共著 ウイ書房、1989年
- 『教育総研理論講座・21世紀を拓く教育 第2巻.共生・共育を求めて 関わりを見なおす』嶺井正也共編 明石書店、1996年
- 『子どもの<心の危機>はほんとうか?』編　教育開発研究所、2002年 教職研修総合特集 <きょういくのエポケー>
- 『学校という場で人はどう生きているのか』浜田寿美男・佐々木賢共編著 北大路書房、2003年
- 『『心のノート』を読み解く』長谷川孝共編著 かもがわ出版、2003年
- 『心を商品化する社会 「心のケア」の危うさを問う』中島浩籌共著 洋泉社・新書y、2004年